# 紫花羊耳蒜
紫花羊耳蒜（学名：Liparis nigra）为兰科羊耳蒜属下的一个种。其种加词“nigra”意为“黑色的，暗色的”。